# Geoff Masters
Geoffrey «Geoff» Masters (Brisbane, 19 de setembre de 1950) és un exjugador i entrenador de tennis australià.
En el seu palmarès destaquen tres títols de Grand Slam, dos en dobles masculins i un en dobles mixts. Va arribar a disputar cinc finals de Grand Slam, totes elles junt al seu compatriota Ross Case.

## Torneigs de Grand Slam

### Dobles masculins: 5 (2−3)
| Resultat  | Núm. | Any  | Campionat            | Parella   | Oponents                   | Marcador                |
| --------- | ---- | ---- | -------------------- | --------- | -------------------------- | ----------------------- |
| Finalista | 1.   | 1972 | Open d'Austràlia     | Ross Case | Owen Davidson Ken Rosewall | 6−3, 6−7, 3−6           |
| Guanyador | 1.   | 1974 | Open d'Austràlia     | Ross Case | Syd Ball Bob Giltinan      | 6−7, 6−3, 6−4           |
| Finalista | 2.   | 1976 | Open d'Austràlia (2) | Ross Case | John Newcombe Tony Roche   | 6−7, 4−6                |
| Finalista | 3.   | 1976 | Wimbledon            | Ross Case | Owen Davidson Ken Rosewall | 6−3, 3−6, 6−8, 6−2, 5−7 |
| Guanyador | 2.   | 1977 | Wimbledon            | Ross Case | John Alexander Phil Dent   | 6−3, 6−4, 3−6, 8−9, 6−4 |

### Dobles mixts: 1 (1−0)
| Resultat  | Núm. | Any  | Campionat | Parella        | Oponents                  | Marcador |
| --------- | ---- | ---- | --------- | -------------- | ------------------------- | -------- |
| Guanyador | 1.   | 1974 | US Open   | Pam Teeguarden | Chris Evert Jimmy Connors | 6−1, 7−6 |

## Palmarès

### Individual: 8 (2−6)
| Títols per superfície |
| --------------------- |
| Dura (1−4)            |
| Gespa (0−1)           |
| Terra batuda (0−0)    |
| Moqueta (0−1)         |

| Resultat  | Núm. | Data                  | Torneig              | Superfície  | Oponent          | Marcador                |
| --------- | ---- | --------------------- | -------------------- | ----------- | ---------------- | ----------------------- |
| Finalista | 1.   | 4 de desembre de 1972 | Brisbane, Austràlia  | Dura        | Ken Rosewall     | 6−2, 5−7, 6−4, 3−6, 7−5 |
| Finalista | 2.   | 15 d'octubre de 1973  | Manila, Filipines    | Dura        | Ross Case        | 6−1, 6−0                |
| Finalista | 3.   | 28 d'octubre de 1974  | Adelaida, Austràlia  | Gespa       | Dick Stockton    | 6−2, 6−3, 6−2           |
| Guanyador | 1.   | 1 de desembre de 1974 | Hobart, Austràlia    |             | Toshiro Sakai    | 6−4, 7−6                |
| Finalista | 4.   | 28 de gener de 1975   | Dayton, Estats Units | Moqueta (i) | Brian Gottfried  | 6−4, 4−6, 6−4           |
| Guanyador | 2.   | 18 d'octubre de 1976  | Sydney, Austràlia    | Dura (i)    | Jim Delaney      | 4−6, 6−3, 7−6, 6−3      |
| Finalista | 5.   | 24 d'octubre de 1977  | Perth, Austràlia     | Dura        | Vitas Gerulaitis | 6−3, 6−4, 6−2           |
| Finalista | 6.   | 23 d'octubre de 1978  | Sydney               | Dura (i)    | Jimmy Connors    | 6−0, 6−0, 6−4           |

### Dobles masculins: 42 (24−18)
| Títols per superfície |
| --------------------- |
| Dura (7−5)            |
| Gespa (6−3)           |
| Terra batuda (3−6)    |
| Moqueta (7−3)         |

| Resultat  | Núm. | Data                   | Torneig                     | Superfície   | Parella          | Oponents                                  | Marcador                |
| --------- | ---- | ---------------------- | --------------------------- | ------------ | ---------------- | ----------------------------------------- | ----------------------- |
| Finalista | 1.   | 9 de gener de 1972     | Open d'Austràlia, Austràlia | Gespa        | Ross Case        | Owen Davidson Ken Rosewall                | 6−3, 6−7, 3−6           |
| Finalista | 2.   | 24 de juliol de 1972   | Kitzbühel, Àustria          | Terra batuda | Mal Anderson     | Jürgen Fassbender Hans-Jürgen Pohmann     | 6−7, 4−6, 4−6           |
| Guanyador | 1.   | 18 de setembre de 1972 | Seattle, Estats Units       | Dura         | Ross Case        | Jean-Baptiste Chanfreau Wanaro N'Godrella | 4−6, 7−6, 6−4           |
| Guanyador | 2.   | 4 de desembre de 1972  | Brisbane, Austràlia         | Dura         | Ross Case        | Georges Goven Wanaro N'Godrella           | 6−2, 6−7, 6−2, 7−6      |
| Finalista | 3.   | 4 de juny de 1973      | Roma, Itàlia                | Terra batuda | Ross Case        | John Newcombe Tom Okker                   | 2−6, 3−6, 4−6           |
| Guanyador | 3.   | 23 de juliol de 1973   | Washington DC, Estats Units | Terra batuda | Ross Case        | Dick Crealy Andrew Pattison               | 2−6, 6−1, 6−4           |
| Finalista | 4.   | 22 d'octubre de 1973   | Teheran, Iran               | Terra batuda | Ross Case        | Rod Laver John Newcombe                   | 6−7, 2−6                |
| Guanyador | 4.   | 9 de gener de 1974     | Open d'Austràlia            | Gespa        | Ross Case        | Syd Ball Bob Giltinan                     | 6−7, 6−3, 6−4           |
| Finalista | 5.   | 18 de febrer de 1974   | Hempstead, Estats Units     | Dura         | Ross Case        | Jeff Borowiak Dick Crealy                 | 7−6, 4−6, 4−6           |
| Finalista | 6.   | 22 d'abril de 1974     | St. Louis, Estats Units     | Terra batuda | Ross Case        | Ismail El Shafei Brian Fairlie            | 6−7, 7−6, 6−7           |
| Guanyador | 5.   | 16 de setembre de 1974 | Los Angeles, Estats Units   | Dura         | Ross Case        | Brian Gottfried Raúl Ramírez              | 6−3, 6−2                |
| Guanyador | 6.   | 21 d'octubre de 1974   | Sydney, Austràlia           | Dura (i)     | Ross Case        | John Newcombe Tony Roche                  | 6−4, 6−4                |
| Guanyador | 7.   | 1 de desembre de 1974  | Hobart, Austràlia           | Gespa        | Ross Case        | Kenichi Hirai Toshiro Sakai               | 6−4, 7−6                |
| Guanyador | 8.   | 10 de març de 1975     | São Paulo, Brasil           | Moqueta (i)  | Ross Case        | Brian Gottfried Raúl Ramírez              | 6−7, 7−6, 7−6           |
| Guanyador | 9.   | 17 de març de 1975     | Caracas, Veneçuela          | Dura         | Ross Case        | Brian Gottfried Raúl Ramírez              | 7−5, 4−6, 6−2           |
| Finalista | 7.   | 7 d'abril de 1975      | St. Louis (2)               | Terra batuda | Ross Case        | Colin Dibley Ray Ruffels                  | 4−6, 4−6                |
| Guanyador | 10.  | 6 d'octubre de 1975    | Melbourne, Austràlia        | Gespa        | Ross Case        | Brian Gottfried Raúl Ramírez              | 6−4, 6−0                |
| Finalista | 8.   | 20 d'octubre de 1975   | Sydney                      | Dura (i)     | Ross Case        | Brian Gottfried Raúl Ramírez              | 4−6, 2−6                |
| Finalista | 9.   | 26 d'octubre de 1975   | Perth, Austràlia            | Dura         | Ross Case        | Brian Gottfried Raúl Ramírez              | 6−2, 4−6, 4−6, 0−6      |
| Guanyador | 11.  | 27 d'octubre de 1975   | Manila, Filipines           | Dura         | Ross Case        | Syd Ball Kim Warwick                      | 6−1, 6−2                |
| Finalista | 10.  | 8 de gener de 1976     | Open d'Austràlia (2)        | Gespa        | Ross Case        | John Newcombe Tony Roche                  | 6−7, 4−6                |
| Finalista | 11.  | 15 de gener de 1976    | Monterrey, Mèxic            | Moqueta (i)  | Ross Case        | Brian Gottfried Raúl Ramírez              | 2−6, 6−4, 3−6           |
| Finalista | 12.  | 17 de març de 1976     | Jackson, Estats Units       | Moqueta (i)  | Ross Case        | Brian Gottfried Raúl Ramírez              | 5−7, 6−4, 0−6           |
| Guanyador | 12.  | 29 de març de 1976     | São Paulo (2)               | Moqueta (i)  | Ross Case        | Charlie Pasarell Allan Stone              | 7−5, 6−1                |
| Finalista | 13.  | 24 de maig de 1976     | Roma (2)                    | Terra batuda | John Newcombe    | Brian Gottfried Raúl Ramírez              | 6−7, 7−5, 3−6, 6−3, 3−6 |
| Finalista | 14.  | 21 de juny de 1976     | Wimbledon, Regne Unit       | Gespa        | Ross Case        | Owen Davidson Ken Rosewall                | 6−3, 3−6, 6−8, 6−2, 5−7 |
| Guanyador | 13.  | 15 de novembre de 1976 | Manila (2)                  | Dura         | Ross Case        | Anand Amritraj Corrado Barazzutti         | 6−0, 6−1                |
| Finalista | 15.  | 14 de febrer de 1977   | San Jose, Estats Units      | Moqueta (i)  | Tom Gorman       | Bob Hewitt Frew McMillan                  | 2−6, 3−6                |
| Guanyador | 14.  | 18 d'abril de 1977     | Denver, Estats Units        | Moqueta (i)  | Colin Dibley     | Syd Ball Kim Warwick                      | 6−2, 6−3                |
| Guanyador | 15.  | 20 de juny de 1977     | Wimbledon                   | Gespa        | Ross Case        | John Alexander Phil Dent                  | 6−3, 6−4, 3−6, 8−9, 6−4 |
| Finalista | 16.  | 17 d'octubre de 1977   | Sydney (2)                  | Dura (i)     | Ross Case        | John Newcombe Tony Roche                  | 7−6, 3−6, 1−6           |
| Guanyador | 16.  | 31 d'octubre de 1977   | Tòquio, Japó                | Terra batuda | Kim Warwick      | Colin Dibley Chris Kachel                 | 6−2, 7−6                |
| Guanyador | 17.  | 29 de gener de 1978    | Sarasota, Estats Units      | Moqueta (i)  | Colin Dowdeswell | Byron Bertram Bernard Mitton              | 2−6, 6−3, 6−2           |
| Guanyador | 18.  | 6 de febrer de 1978    | Little Rock, Estats Units   |              | Colin Dibley     | Tim Gullikson Tom Gullikson               | 7−6, 6−3                |
| Guanyador | 19.  | 1 d'abril de 1978      | Dayton, Estats Units        | Moqueta (i)  | Brian Gottfried  | Hank Pfister Butch Walts                  | 6−3, 6−4                |
| Finalista | 17.  | 3 d'abril de 1978      | Johannesburg, Sud-àfrica    | Dura         | Colin Dibley     | Bob Hewitt Frew McMillan                  | 5−7, 6−7                |
| Guanyador | 20.  | 28 d'octubre de 1978   | Tòquio                      | Moqueta (i)  | Ross Case        | Pat Dupré Tom Gorman                      | 6−3, 6−4                |
| Guanyador | 21.  | 30 d'octubre de 1978   | Tòquio (2)                  | Terra batuda | Ross Case        | Željko Franulović Buster Mottram          | 6−2, 4−6, 6−1           |
| Finalista | 18.  | 14 d'abril de 1979     | Houston, Estats Units       |              | John Alexander   | Gene Mayer Sherwood Stewart               | 1−6, 7−5, 4−6           |
| Guanyador | 22.  | 8 d'octubre de 1979    | Brisbane (2)                | Gespa        | Ross Case        | John James Chris Kachel                   | 7−6, 6−2                |
| Guanyador | 23.  | 24 de març de 1980     | Dayton (2)                  | Moqueta (i)  | Wojtek Fibak     | Fritz Buehning Fred McNair                | 6−4, 6−4                |
| Guanyador | 24.  | 9 de juny de 1980      | Londres, Regne Unit         | Gespa        | Rod Frawley      | Paul McNamee Sherwood Stewart             | 6−2, 4−6, 11−9          |

### Dobles mixts: 2 (2−0)
| Títols per superfície |
| --------------------- |
| Dura (0−0)            |
| Gespa (1−0)           |
| Terra batuda (1−0)    |

| Resultat  | Núm. | Data               | Torneig               | Superfície   | Parella            | Oponents                   | Marcador |
| --------- | ---- | ------------------ | --------------------- | ------------ | ------------------ | -------------------------- | -------- |
| Guanyador | 1.   | 4 de maig de 1970  | Guildford, Regne Unit | Terra batuda | Judy Tegart-Dalton | Pat Walkden Keith Diepraam | 6−3, 6−3 |
| Guanyador | 2.   | 26 d'agost de 1974 | US Open, Estats Units | Gespa        | Pam Teeguarden     | Chris Evert Jimmy Connors  | 6−1, 7−6 |

## Trajectòria

### Individual
| Open d'Austràlia | 1R | A | 2R | 2R | 1R | 2R | 3R | 1R | QF | 2R | 1R | 2R | 1R | 2R | 1R  | 0 / 14 |  |
| Roland Garros | A  | A | 1R | 2R | 2R | 3R | 2R | A  | A  | 1R | A  | A  | A  | A  | 1R  | 0 / 7  |  |
| Wimbledon | A  | A | A  | A  | 2R | 2R | A  | 2R | 3R | 2R | 1R | 1R | 4R | A  | 2R  | 0 / 8  |  |
| US Open | A  | A | A  | A  | 1R | 1R | 2R | 3R | 1R | 2R | A  | A  | 1R | A  | A   | 0 / 7  |  |
| Rànquing a final d'any |    |   |    |    |    |    | 52 | 53 | 44 | 53 | 78 | 78 | 59 | 62 | 166 |        |  |
| Llegenda: G: Guanyador; F: Finalista; SF: Semifinalista; QF: Quarts de final; Q: Qualificació; A: Absent; RR: Round Robin |    |   |    |    |    |    |    |    |    |    |    |    |    |    |     |        |  |

### Dobles masculins
| Open d'Austràlia | A  | QF | 3R | F  | SF | G  | 1R | F  | QF | QF | 3R | QF | 1R | 1 / 12 |
| Roland Garros | 1R | 4R | 3R | 4R | 1R | A  | A  | QF | A  | A  | A  | A  | 3R | 0 / 7  |
| Wimbledon | A  | 1R | 1R | 3R | A  | 1R | QF | F  | G  | G  | 2R | QF | 3R | 1 / 10 |
| US Open | A  | A  | 3R | 3R | 2R | QF | 1R | 3R | A  | A  | 3R | A  | A  | 0 / 7  |
| Llegenda: G: Guanyador; F: Finalista; SF: Semifinalista; QF: Quarts de final; Q: Qualificació; A: Absent; RR: Round Robin |    |    |    |    |    |    |    |    |    |    |    |    |    |        |